# کوه آرلان
کوه آرلان (انگلیسی: Mount Arlan) با ارتفاع ۱۸۸۰ متر (۶۱۶۸ فوت) در دشتهای غربی ترکمنستان در استان بلخان قرار دارد. کوه آرلان در حدود ۲۰۰۰ متر بالاتر از سطح آب‌های آزاد دریای خزر است. این بالاترین نقطه محدوده دگلری بلخان است. شهر بلخان‌آباد، پایتخت استان بلخان، ۲۵ کیلومتری جنوب غربی قرار دارد.